# Zac Efron
Zachary David Alexander Efron (* 18. října 1987, San Luis Obispo, Kalifornie) je americký herec, zpěvák a tanečník. Začal hrát profesionálně v roce 2000, stal se známý pro mladé publikum díky své roli v Disney Channel Muzikálu ze střední, WB seriál Kalifornské léto, a v roce 2007 broadwayského muzikálu Hairspray. Dál hrál ve filmech Znovu 17, Já a Orson Welles, Smrt a život Charlieho St. Clouda, Šťastný Nový rok, Talisman, Sousedi, (Ne)zadaní, Sousedi 2, Děda je lotr, Mike i Dave sháněj holku, Pobřežní hlídka, Největší showman.

## Mládí
Narodil se v San Luis Obispo v Kalifornii, ale vyrůstal městě Arroyo Grande. Má mladšího bratra Dylana a z otcovy strany nevlastní sestru Olivii.

### Vzdělání
V roce 2006 absolvoval střední školu Arroyo Grande High School. Poté byl přijat na Univerzitu Jižní Kalifornie, ale zápis odložil kvůli práci na filmových projektech. Navštěvoval také Pacific Conservatory of the Performing Arts.

## Kariéra

### Rané dílo
V roce 2002 se začal objevovat v několika televizních seriálech jako Firefly, Pohotovost a The Guardian. Ztvárnil Camerona Balea v nyní již ukončeném seriálu Kalifornské léto. Epizodní role si zahrál v Kriminálce Miami, NCIS, Sladkém životě Zacka a Codyho a Náhradníci. V roce 2003 získal roli v televizním filmu Miracle Run. Za roli byl nominován na cenu Young Artist Awards. V roce 2005 si zahrál ve videoklipu Hope Partlow k písničce „Stick Inside“.

### Průlom v kariéře
V roce 2006 byl obsazen do role Troye Boltona v Disney Channel původním filmu Muzikál ze střední. Za roli získal dvě ceny Teen Choice Awards. Později bylo zjištěno, že hlas v písničkách z filmu nepatří Zacovi, ale Drewovi Seelymu. V rozhovoru s Rolling Stone magazínu oznámil, že byl do filmu obsazen poté, co písničky byly napsané (pro tenor) a byly mimo jeho hlasový rozsah.

### 2007–2014
Dne 7. dubna 2007 se objevil v epizodě Napálené celebrity a také si zahrál ve videoklipu Vanessy Hudgens „Say Ok“. V roce 2006 získal roli Linka Larkina ve filmové verzi Hairspray, která měla premiéru 20. července 2007. Za roli získal pozitivní ohlas od kritiků. V srpnu 2007 měl premiéru film Muzikál ze střední 2. V roce 2008 získal hlavní roli ve filmu Já a Orson Wales. Znovu si zahrál roli Troye Boltona ve filmu Muzikál ze střední 3: Maturitní ročník, který měl premiéru 24. října 2008. Jeho další role byla ve filmu Znovu 17.
V roce 2009 získal hlavní roli ve filmu Smrt a život Charlieho St. Clouda. Film měl premiéru 30. července 2010. V roce 2011 se objevil ve filmu Štastný Nový rok. V roce 2012 propůjčil svůj hlas pro film Lorax a zahrál si ve filmové adaptaci Nicholasovo Sparksovo stejnojmenné novely Talisman. Ten samý rok se objevil po boku Nicole Kidman a Johna Cusacka ve filmu Reportér a po boku Dennisa Quaida ve filmu Za každou cenu.
V roce 2014 získal roli v romantické komedii (Ne)zadaní, po boku Milese Tellera a Michaela B. Jordana a v komedii Sousedi.

### 2014–dosud
Později v roce 2014 se objevil v komediálním filmu po boku Setha Rogena Sousedi. Film sklidil obrovský úspěch a to jak u diváků, tak u kritiků, někteří tvrdili, že Zac se vymanil ze stínu „disneyovského dítěte“. Jediným filmem z roku 2015, ve kterém se Efron objevil, byl We Are Your Friends, ve kterém si zahrál DJe. V lednu 2016 si zahrál po boku Roberta De Nira ve filmu Děda je lotr. Film však sklidil převážně negativní kritiku. Se Sethem Rogenem, Rose Byrne a Chloë Grace Moretz se objevil v sequelu Sousedi 2. Třetí komedie ve které se Efron v roce 2016 objevil nese název Mike i Dave sháněj holku. Ve filmu hraje s Adamem DeVinem, Annou Kendrick a Aubrey Plazou. V roce 2017 měl premiéru film Pobřežní hlídka. V roce 2017 získal také vedlejší roli ve filmu The Disaster Artist: Úžasný propadák a jednu z hlavních rolí v muzikálovém filmu Největší showman. Oba filmy byly nominované na Zlatý glóbus.

## Osobní život
V roce 2005 začal chodit s herečkou Vanessou Hudgens, se kterou seznámil při natáčení filmu Muzikál ze střední. Pár se rozešel v prosinci roku 2010.  V roce 2014 chodil se Sami Miró, ale v dubnu 2016 se rozešli.
V roce 2008 se objevil na seznamu časopisu Forbes mezi nejlépe placenými celebritami na 92. místě s odhadovanými výdělky 5,8 milionu dolarů za období červen 2007 až červen 2008. V dubnu 2009 se jeho osobní bohatství rovnalo zhruba 10 milionům dolarů. K lednu roku 2021 se jeho jmění vyšplhalo na 25 milionů dolarů.
V roce 2013 podstoupil léčení, poté co měl problémy s alkoholem a návykovými látkami. Téhož roku mu po ošklivém pádu doma museli nechat sdrátovat čelist.
V roce 2010 založil Efron vlastní produkční společnost pod vedením Warner Bros. s názvem Ninjas Runnin 'Wild.  Společnost se podílela na produkci jeho filmů Děda je lotr, Nezadaní a Zlo s lidskou tváří.
Poté, co se ve filmu Zlo s lidskou tváří snažil oddělit od své role sériového vraha Teda Bundyho, začal praktikovat transcendentální meditaci.
V prosinci 2019 utrpěl vážné a život ohrožující onemocnění – formu tyfu[nepřesný odkaz] nebo jiné podobné bakteriální infekce, když natáčel svůj dobrodružný seriál s názvem Killing Zac Efron v Papui Nové Guineji. Byl letecky převezen do nemocnice St Andrews War Memorial v Austrálii a odtud ho propustili až po vyléčení na Štědrý den. Zotavil se bez vážných problémů.

## Filmografie

### Filmy
| Rok  | Film                                   | Role                            | Poznámky |
| ---- | -------------------------------------- | ------------------------------- | --- |
| 2003 | Melinda's World                        | Stuart Wasser                   | |
| 2003 | The Big Wide World of Carl Laemke      | Pete Laemke                     | |
| 2004 | Miracle Run                            | Steven Morgan                   | Nominován – Young Artist Awards pro nejlepší výkon herce ve vedlejší roli v televizním filmu nebo minisérii |
| 2004 | Triple Play                            | Harry Fuller                    | |
| 2005 | Vítězný hřebec                         | Patrick McCardle                | |
| 2006 | If You Lived Here, You'd be Home Now   | Cody                            | |
| 2006 | Muzikál ze střední                     | Troy Bolton                     | Teen Choice Award pro nejlepší chemii (společně s Vanessou Hudgens) Nominace – Young Artist Awards za nejlepší výkon v televizním filmu nebo minisérii |
| 2007 | Hairspray                              | Link Larkin                     | Hollywood Film Award pro nejlepší obsazení filmu (společně s obsazením Hairspraye) MTV Movie Award pro nejlepší průlomový výkon Young Hollywood Award pro sledovaného herce Nominován – Critics' Choice Movie Award pro nejlepší píseň Nominován – Screen Actors Guild Award pro nejlepší výkon obsazení celovečerního filmu |
| 2007 | Muzikál ze střední 2                   | Troy Bolton                     | |
| 2008 | Muzikál ze střední 3: Maturitní ročník | Troy Bolton                     | MTV Movie Award pro nejlepší mužský herecký výkon Teen Choice Award pro nejlepšího herce v hudebním nebo tanečním filmu Nominován – MTV Movie Award pro nejlepší polibek (společně s Vanessou Hudgens) |
| 2009 | Znovu 17                               | Mike O'Donnell (za mlada)       | Teen Choice Award pro nejlepšího komediálního herce Teen Choice Award pro nejlepší rockový moment Nominován – MTV Movie Award pro nejlepší mužský herecký výkon |
| 2009 | Já a Orson Welles                      | Richard Samuels                 | |
| 2010 | Smrt a život Charlieho St. Clouda      | Charlie St. Cloud               | People's Choice Award v kategorii Nejlepší filmová hvězda pod 25 let Nominace – MTV Movie Award v kategorii Nejlepší herecký výkon Nominace – Teen Choice Award v kategorii Mužský sex symbol, Úsměv, Filmový herec |
| 2011 | Šťastný Nový rok                       | Paul                            | Nominace – Zlatá malina v kategorii Nejhorší obsazení |
| 2012 | Talisman                               | Logan Thibault                  | People's Choice Award v kategorii Nejlepší herec v dramatickém filmu Teen Choice Award v kategorii Nejlepší herec v dramatickém filmu Teen Choice Award v kategorii Nejlepší herec v romantickém filmu Nominace – Teen Choice Award v kategorii Nejlepší polibek (sdíleno s Taylor Schilling)                                |
| 2012 | Svobodná umění                         | Nat                             | |
| 2012 | Lorax                                  | Ted Wiggins (hlas)              | Nominace – Teen Choice Award v kategorii Nejlepší hlas |
| 2012 | Reportér                               | Jack Jansen                     | People's Choice Award v kategorii Nejlepší herec v dramatickém filmu |
| 2012 | Za každou cenu                         | Dean Whipple                    | |
| 2013 | Nemocnice Parkland                     | Dr. Charles James – Jim Carrico | Capricho Award v kategorii Nejlepší mezinárodní herec |
| 2014 | Sousedi                                | Teddy Sanders                   | Nominace – Young Hollywood Award v kategorii Nejlepší chemie (sdíleno s obsazením) Nominace – Young Hollywood Award v kategorii Nejlepší trojka (sdíleno s Davem Francem a Christopherem Mintz-Plassem) |
| 2014 | (Ne)zadaní                             | Jason                           | MTV Movie Award v kategorii Nejlepší vystoupení bez trička Nominace – Teen Choice Award v kategorii Nejvíc sexy muž Nominace – Young Hollywood Award v kategorii Nejlepší trojka (sdíleno s Milesem Tellerem a Michaelem B. Jordanem)                                                                                        |
| 2015 | We are Your Friends                    | Cole                            | |
| 2016 | Děda je lotr                           | Jason                           | |
| 2016 | Sousedi 2                              | Teddy Sanders                   | |
| 2016 | Mike i Dave sháněj holku               | Dave Stangle                    | |
| 2017 | Pobřežní hlídka                        | Matt Brody                      | Teen Choice Awards v kategorii nejlepší herec v komedii Nominace – Teen Choice Awards v kategorii nejlepší filmová dvojice Nominace – Zlatá malina |
| 2017 | Největší showman                       | Phillip                         | |
| 2017 | The Disaster Artist: Úžasný propadák   | Dan Janjigian                   | |
| 2018 | Plážová povaleč                        | Flicker                         | |
| 2019 | Zlo s lidskou tváří                    | Ted Bundy                       | |
| 2020 | Scoob!                                 | Fred Jones (hlas)               | |
| 2021 | Save Ralph                             | Bobby (hlas)                    | krátkometrážní film |
| 2022 | Zlato                                  | Virgil                          | |
| 2022 | Žhářka                                 | Andy McGee                      | |
| 2022 | Na pivo do první linie                 | John Donohue                    | |

### Televize
| Rok        | Seriál/Pořad                  | Role               | Poznámky                                |
| ---------- | ----------------------------- | ------------------ | --------------------------------------- |
| 2002       | Firefly                       | Mladý Simon Tam    | Epizoda "Únos"                          |
| 2003       | The Guardian                  | Luke Tomello       | Epizoda "Without Consent"               |
| 2003       | Pohotovost                    | Bobby Neville      | Epizoda "Dopis pro Abby"                |
| 2005       | Kalifornské léto              | Cameron Bale       | 16 epizod                               |
| 2005       | Kriminálka Miami              | Seth Dawson        | Epizoda "Sex a daně"                    |
| 2005       | Náhradníci                    | Davey Hunkerhoff   | Epizoda "Davey Hunkerhoff / Ratted Out" |
| 2006       | Heist                         | Pizza Delivery Guy | Epizoda "Pilot"                         |
| 2006       | Sladký život Zacka & Codyho   | Trevor             | Epizoda "Odd Couples"                   |
| 2006       | Námořní vyšetřovací služba    | Danny              | Epizoda "Klam"                          |
| 2009       | Saturday Night Live           | Sám sebe           | 2 epizody                               |
| 2009       | Vincentův svět                | Sám sebe           | Epizoda "Bezpečnostní opatření"         |
| 2009–2016  | Robot Chicken                 | Různé role (hlas)  | 5 dílů                                  |
| 2014       | Running Wild with Bear Grylls | Sám sebe           | 1 epizoda                               |
| 2019       | Human Discoveries             | Gary (hlas)        |                                         |
| 2020–dosud | Zac Efron nohama na Zemi      | Sám sebe           |                                         |

## Diskografie
- High School Musical – vydáno 10. ledna 2006, vydavatelství Walt Disney
- Hairspray – vydáno 10. července 2007, vydavatelství Warner Music
- High School Musical 2 – vydáno 13. srpna 2007, vydavatelství Walt Disney
- High School Musical 3: Senior Year – vydáno 24. října 2008, vydavatelství Walt Disney